# Heinrich Keimig
Heinrich Keimig (* 12. Juni 1913 in Leiselheim; † 15. Januar 1966 in Offenbach am Main) war ein deutscher Handballspieler.
Keimig spielte zunächst beim Polizei-SV Darmstadt, später beim Polizei SV Magdeburg, bei der Turngemeinde 1846 Worms und bei der SG Dietzenbach. Mit dem Polizei SV Darmstadt wurde er 1934 Deutscher Meister im Feldhandball.
Er bestritt während seiner sportlichen Laufbahn zwei Länderspiele für die deutsche Männer-Handballnationalmannschaft. Als zweiter Torwart hinter Heinz Körvers wurde er 1936 bei den Olympischen Sommerspielen in Berlin mit der deutschen Handballnationalmannschaft Olympiasieger.
Während des Zweiten Weltkriegs wurde er im September 1941 in Nordafrika als Feldwebel schwer verwundet und geriet in Kriegsgefangenschaft, aus der er erst 1949 zurückkehrte.
Heinrich Keimig war Mitglied des Turnverein 1863 e. V. Worms-Leiselheim. Zu seinen Ehren verleiht die Handballabteilung des TV Leiselheim die Heinrich-Keimig-Medaille an verdiente Handballerinnen und Handballer. Diese Medaille ist die höchste Auszeichnung des Turnverein 1863 e. V. Worms-Leiselheim.